# Juazeiro (gemeente)
Juazeiro is een gemeente in de Braziliaanse deelstaat Bahia. De gemeente telt 221.773 inwoners (schatting 2017).
De plaats is de zetel van het rooms-katholieke bisdom Juazeiro.

## Aangrenzende gemeenten
De gemeente grenst aan Campo Formoso, Curaçá, Jaguarari, Sobradinho, Lagoa Grande (PE) en Petrolina (PE).

## Geboren
- João Gilberto (1931-2019), musicus, uitvinder van de bossanova
- Luís Pereira (1949), voetballer
- Ivete Sangalo (1972), zangeres
- Daniel Alves (1983), voetballer